# Dick & Dee Dee
Dick & Dee Dee was een Amerikaans singer/songwriter popduo, geformeerd in 1961, dat begin tot midden jaren 1960 populair werd. Het duo werd geformeerd door de Californische klasgenoten Richard Gosting en Mary Sperling. Ze veranderden uiteindelijk hun namen in respectievelijk Dick St. John en Dee Dee Sperling (momenteel Dee Dee Phelps). Ze hadden hun eerste hit in 1961 toen The Mountain's High nummer 2 bereikte in de Billboard Hot 100. Ze toerden met The Beach Boys en openden voor The Rolling Stones tijdens de Stones-tournee door Californië in 1964. Ze waren vaste gasten van de show Shindig! en het duo had meerdere hits voordat St. John en Sperling in 1969 uit elkaar gingen. In de jaren 1980 toerde St. John met zijn vrouw Sandy. Dick St. John overleed op 27 december 2003 na een val in zijn huis. Dee Dee Phelps begon op te treden met acteur/zanger Michael Dunn als Dick en Dee Dee in 2008 en verscheen in grote doowop- en rock-'n-roll-shows in de Verenigde Staten.

## Bezetting
- Richard 'Dick St. John' Gostin (Santa Monica, 1944 - Los Angeles, 27 december 2003)
- Mary 'Dee Dee' Sperling (Santa Monica, 1945)

Het duo werd opgericht in 1961.

## Carrière
Gostin had voordien reeds als songwriter gewerkt en enige soloplaten opgenomen. In 1961 wilden Dick en Dee Dee de door Dick geschreven song The Mountain's High op plaat publiceren. Vervolgens probeerden ze het bij Dicks platenlabel Rona, maar het nummer paste niet in het programma. Het kleine Hollywood-label Lama was uiteindelijk bereid om The Mountain's High als single te publiceren. Toen duidelijk werd, dat de plaat een succes kon worden, kocht het grote label Liberty Records de rechten van The Mountain's High en publiceerde de song samen met het nummer I Want Someone in de zomer van 1961. De song ontwikkelde zich zoals verwacht tot een groot succes en bereikte in de Billboard Hot 100 de 2e plaats.
Het duo bleef ook in de daaropvolgende jaren succesvol, want tot 1965 plaatsten zich in totaal acht songs in de Billboard Hot 100. Vanaf oktober 1962 publiceerden ze hun platen bij Warner Bros. Records. Daar verscheen ook hun laatste grote succes Thou Shalt Not Steal, dat een 13e plaats bereikte in de Hot 100. Het laatste hoogtepunt van hun carrière was een tournee, samen met The Beach Boys en The Rolling Stones in het midden van de jaren 1960. In 1968 was er nog een wissel naar het label Dot Records, waar ook in 1966 de laatste Dick & Dee Dee-single Do I Love You/You Came Back To Haunt Me werd gepubliceerd.

## Privéleven
Daarna scheiden zich hun wegen en trouwden ze met verschillende partners. Dick trad later met zijn vrouw op tijdens revivalshows. In 1993 schreven beide het Rock & Roll Cookbook. Dick overleed in december 2003 aan de gevolgen van een huiselijk ongeval. Dee Dee had reeds tijdens haar zangcarrière gewerkt als journaliste. Ze publiceerde in 2007 haar memoires onder de titel Vinyl Highway. In 2008 trad ze samen met Michael Dunn eveneens op in een revivalshow met oude Dick & Dee Dee-songs.

## Discografie

### Singles
Liberty Records
- 1961: The Mountain's High / I Want Someone
- 1961: Goodbye to Love / Swing Low
- 1962: Tell Me / Will You Always Love Me
- 1962: All I Want / Life's Just a Play

Warner Bros Records
- 1962: My Lonely Self / The River Took My Baby
- 1963: Young And In Love / Say to Me
- 1963: Chug a Chug / Love ist Once in Lifetime
- 1963: Where Did the Good Times Go / Guess Our Love Must Show
- 1963: Turn Around / Don’t Leave Me
- 1964: Don't Think Twice / All My Trails
- 1964: Remember When / You Were Mine
- 1964: The Riddle Song / Without Your Love
- 1964: Thou Shalt Not Steal / Just 'Round The River Bend
- 1965: Room 404 / Be My Baby
- 1965: Something Just Stick / When Blue Turns Grey
- 1965: Vini Vini / World Is Waiting
- 1966: Make Up Before We Break Up / Can't Get Enough of Your Love
- 1967: Long Lonely Nights / I'll Always Be Around
- 1967: One In A Million / Baby, I Need You

Dot Records
- 1968: Escape Suite / I'm Not Gonna Get Hung-Up About It
- 1969: In the Season of Our Love / We'll Sing in the Sunshine
- 1969: Do I Love You / You Came Back to Haunt Me